# Lacanobia rufescens
Lacanobia rufescens là một loài bướm đêm trong họ Noctuidae.